# Ikachan
Ikachan (いかちゃん) is a freeware computerspel gemaakt door de Japanse game-ontwikkelaar Daisuke Amaya, onder de alias Pixel. In het spel bestuurt speler een inktvis genaamd Ikachan, die door een grot zwemt en andere wezens ontmoet en helpt.

## Verhaal
Ikachan speelt zich af in het rijk van Ironhead, dat een onderwatergrot is. Een reeks aardbevingen veroorzaakte instortingen die Ironheads rijk van de open zee afsneden. Als gevolg hiervan hadden de inwoners snel geen voedsel meer, en moesten ze parels dragen om hun trouw aan Ironhead te laten zien. Ironhead zelf blijft vastzitten in een privégrot, vanwaar hij paranoia verspreidt en geweld aanmoedigt tegen buitenstaanders om te voorkomen dat de bevolking van de grot hem als hun leider ten val brengt. Ikachan wordt wakker in de grot en zwemt rond, op zoek naar een manier om te ontsnappen.

### Personages
- Ikachan is een inktvisachtig wezentje dat ontwaakt in het rijk van Ironhead. Hij is de hoofdpersoon en het personage dat de speler bestuurt.
- Pinky is een jong zeediertje dat Ikachan helpt bij zijn ontsnapping.
- Ironhead is een grote vis met een ijzeren helm en de zelfbenoemde leider van de grotten.
- Storehouse watchman is de vader van Pinky en bewaker van de resterende voedselvoorraad.
- Carry is een grote vis die de grot van Ironhead bewaakt.

## Gameplay
Ikachan heeft unieke gameplay; in plaats van de pijltoetsen te gebruiken om te bewegen, gebruikt de speler de linker- en rechterpijltoetsen om Ikachan te kantelen. De speler moet dan de 'z'-toets gebruiken om te zwemmen in de richting waarin Ikachan wijst. Ikachan kan dus in eerste instantie niet direct naar links of rechts zwemmen, maar hij verwerft later een item waarmee hij horizontaal kan zwemmen. En hoewel hij aan het begin van het spel nog geen vijanden aan kan vallen, kan Ikachan later in het spel een item vinden genaamd de "Dunce Cap" waarmee hij vijanden aan kan vallen door ze met de punt van de hoed te rammen.

## Promotie
Om het spel en de WiiWare-release van Cave Story te helpen promoten, maakte Pixel een minigame op basis van Ikachan voor de Nintendo DS-game, WarioWare DIY. De game is sinds 5 april 2010 in Noord-Amerika te downloaden als een Big Name-game.
Als gevolg van het succes van Cave Story op WiiWare overweegt Nicalis Ikachan en Guxt, een andere freeware titel van Pixel, te porten naar DSiWare. De DSiWare-port van Ikachan werd echter geannuleerd en werd in plaats daarvan voor $4,99 met 3D-beelden naar de Nintendo eShop gebracht. In januari 2017 is de game om onbekende redenen nog steeds niet in Europa uitgebracht voor Nintendo 3DS. Nicalis weigert commentaar te geven.

## Ontvangst
| Recensiescore         | Recensiescore |
| Recensieverzamelaar   | Score         |
| --------------------- | ------------- |
| Metacritic            | 71/100        |
| Publicist             | Score         |
| Destructoid           | 6.5/10        |
| IGN                   | 7.3/10        |
| GameRevolution        | 4.5/5         |
| Nintendo Life         | 6/10          |
| Nintendo World Report | 7.5/10        |

 De 3DS-versie kreeg "gemiddelde" beoordelingen, volgens de review-aggregatie website Metacritic.